# Jack Kemp
Jack French Kemp (ur. 13 lipca 1935, zm. 2 maja 2009) – amerykański polityk i zawodowy futbolista. Poza znaczącymi osiągnięciami sportowymi w latach 1971-1989 reprezentował stan Nowy Jork w Izbie Reprezentantów oraz pełnił urząd sekretarza urbanizacji (1989-1993). Związany z Partią Republikańską był jej kandydatem na urząd wiceprezydenta w 1996.